# Metzingen
Metzingen (Württemberg)  is een plaats in de Duitse deelstaat Baden-Württemberg, gelegen in het Landkreis Reutlingen. De stad telt 22.117 inwoners.

## Geografie
Metzingen heeft een oppervlakte van 34,61 km² en ligt in het zuidwesten van Duitsland. De stad is bekend vanwege haar shoppingoutlet.

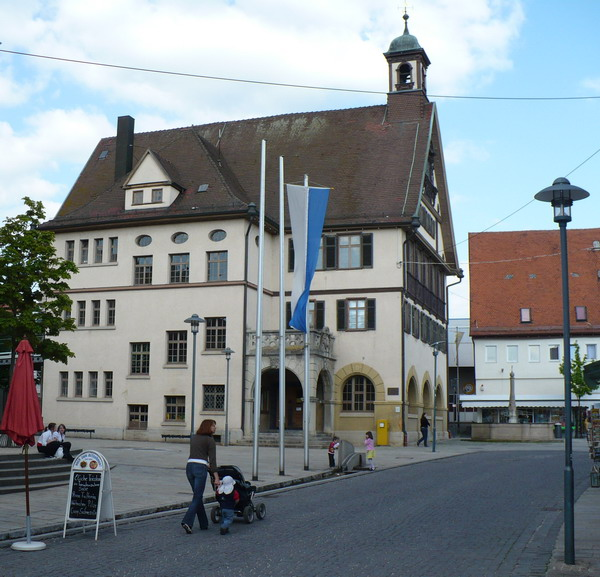
Raadhuis van Metzingen

## Geboren
- Christian Friedrich Schönbein (1799-1868), Duits-Zwitserse scheikundige
- Hugo Boss (1885-1948), modeontwerper
- Hans Speidel (1897-1984), generaal
- Klaus Kinkel (1936-2019), politicus
- Wolfgang Laib (1950), kunstenaar